# Bloedwijn
Bloedwijn is een rode wijn versterkt met ijzerverbindingen, calciumglycerofosfaat en ginseng. De bekendste is Pleegzuster Bloedwijn, een merknaam van het Nederlandse bedrijf Chefaro. Er wordt van beweerd dat het een heilzame energiegevende werking heeft.
Vooral in de jaren 60 en 70 van de twintigste eeuw was het een populaire drank. Daarna werd de effectiviteit van de drank meer en meer in twijfel getrokken, vooral ook omdat de drank rode wijn als basis heeft en dus alcohol bevat. In 1998 bepaalde de Reclame Code Commissie dat het niet langer als medicijn mocht worden aangeduid, juist omdat het alcohol bevat.
Zuster Godelieve Bloedwijn werd jarenlang gemaakt door Rabotvins in Gent. De distillerie verhuisde een aantal jaar geleden buiten Gent.
https://rabotvins.com/godelieve-3/?lang=nl
Stokerij Rubbens heeft Zuster Kina in zijn assortiment.  https://www.rubbens.be/product/kinawijn-rubbens-quinquina-13-75cl/